# 2025年薩摩亞大選
薩摩亞將於2025年8月29日舉行大選，以決定第18屆國會的組成。 本次選舉原定於2026年舉行，但由於議會在2025年5月27日否決政府預算案，總理菲婭梅·內奧米·馬塔阿法遂宣布提前舉行提前選舉。
信仰上帝薩摩亞聯合一致黨（以下簡稱聯合黨）於2021年大選及隨後的憲政危機後上台，結束了圖伊拉埃帕·薩伊萊萊·馬利埃萊額奧伊長達23年的總理任期，以及其所屬人權保護黨（以下簡稱保護黨）近40年的執政。
2025年1月，馬塔阿法及其他四名內閣部長被逐出聯合黨，原因是她解除了黨主席拉烏利·勒烏阿特阿·波拉塔伊瓦奧的內閣職務，因其在遭到刑事起訴後拒絕辭職。馬塔阿法與被開除的部長最初拒絕承認被逐出，並聲稱仍是該黨成員。隨後聯合黨分裂，波拉塔伊瓦奧領導20名議員組成的派系，而馬塔阿法則領導少數政府。馬塔阿法在2月25日及3月6日兩次不信任動議中均倖存。選舉宣布後不久，馬塔阿法及其內閣確認退出聯合黨，並成立薩摩亞團結黨（以下簡稱團結黨）。

## 背景

### 上屆國會選舉
保護黨執政薩摩亞近40年，其領袖馬利埃萊額奧伊自1998年起擔任總理。

上屆選舉結果地圖

而上屆選舉主要的競選議題之一是保護黨政府於2020年推動並通過的具爭議性的《土地與頭銜法案》。 當時的保護黨議員波拉塔伊瓦奧因反對該法案而被開除，並成立聯合黨。 另有多位保護黨議員因抗議該法案而倒戈。 其中包括時任副總理馬塔阿法，她在選舉前不久當選為聯合黨的領袖。
在投票前數週，保護黨通過法律，規定若國會議員在任期內更換政黨，必須參加補選，被批評為阻止更多議員倒戈。

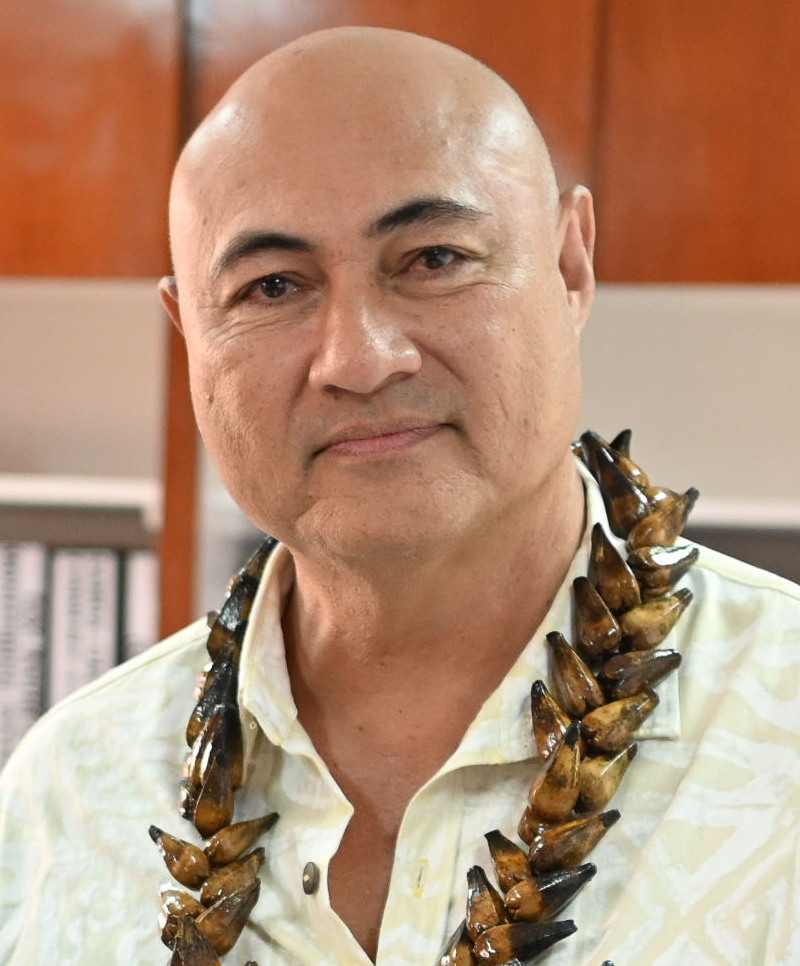
無黨籍當選議員圖阿拉·伊奧塞福·波尼法西奧

最終選舉結果為執政黨保護黨與反對黨聯合黨各獲25席，形成平手。唯一的無黨籍候選人圖阿拉·伊奧塞福·波尼法西奧當選，成為關鍵少數。

### 2021年憲政危機
選舉結束後，保護黨與聯合黨都與波尼法西奧進行協商，希望爭取其支持以組建政府。 最終，波尼法西奧選擇加入聯合黨； 然而，在協商過程中爆發了關於女性配額的爭議。選舉委員會宣佈女性席次未達標，並任命保護黨的阿利伊馬勒馬努·阿洛法·圖烏奧為第六位女性議員，導致議會陷入僵局。 時任總理馬利埃萊額奧伊隨後宣佈重新舉行大選， 而聯合黨則對上述決定提出司法挑戰。
最終，薩摩亞最高法院推翻了提前大選及圖烏奧的任命，並依照憲法下令議會必須在選舉後45天內召開。

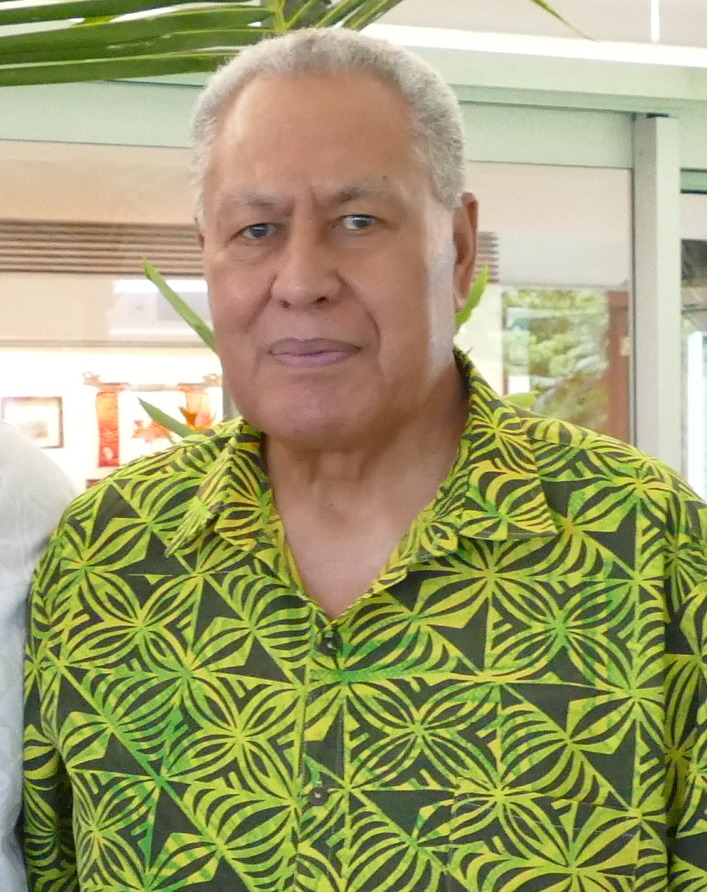
現任國家元首瓦萊托阿·蘇阿勞維二世

國家元首瓦萊托阿·蘇阿勞維二世隨後宣佈議會將於5月24日召開，亦即最後一天的期限， 但隨後撤回了該公告。 最高法院之後裁定該撤回無效。馬利埃萊額奧伊拒絕接受結果並拒絕交權，國家因此陷入憲政危機。
聯合黨於5月24日於議會外舉行臨時宣誓典禮，但保護黨拒絕出席或承認其合法性。
7月23日，上訴法院裁定聯合黨自5月24日起即為合法政府，結束了此次危機。該裁決同時確認馬塔阿法成為薩摩亞首位女性總理，也結束了馬利埃萊額奧伊近23年的執政。
在憲政危機期間，多名保護黨議員因被控賄選等選舉舞弊行為而遭最高法院裁定喪失議席或自行辭職。2021年11月舉行的補選中，聯合黨贏得5席，保護黨僅保住2席。 此後聯合黨在補選中持續獲勝，至2023年9月，該黨已在議會中取得三分之二多數，擁有35席。

### 2025年政治危機
2025年1月3日，時任農業暨漁業部長拉波拉塔伊瓦奧因涉及10項刑事罪名（包括騷擾以及在一場政治抹黑行動中企圖妨礙司法公正，該行動試圖將一起未解決的肇事逃逸案件栽贓給一名高級政治人物）而被起訴。  
總理馬塔阿法於1月10日因波拉塔伊瓦奧拒絕辭職而將其革職， 並以「不忠誠」為由解除了另外三名內閣部長的職務。
1月15日，聯合黨將馬塔阿法解除黨魁職務並將她開除出黨籍，同時開除副總理波尼法西奧及另外三名部長。  
馬塔阿法與被開除的部長們譴責此舉為「非法」，並堅稱他們仍然是快速黨成員。  
該黨於1月16日一致推舉波拉塔伊瓦奧為新黨魁，雷奧塔·拉基·拉莫西特萊為副黨魁。
自此聯合黨分裂為兩派：15名議員支持馬塔阿法，20名議員支持波拉塔伊瓦奧。馬塔阿法繼續領導少數派政府。  
波拉塔伊瓦奧及其派系則呼籲馬塔阿法辭職，但同時反對提前舉行大選。

#### 不信任動議
2月25日，馬塔阿法在反對黨保護黨提出的不信任動議中倖免，波拉塔伊瓦奧派系投票反對該動議。當時聯合黨領導層反對該動議，並強調國會應專注於包括《土地與頭銜法》修正案在內的重要立法。但波拉塔伊瓦奧則表示，若馬塔阿法不在會期結束前辭職，他將再次提出不信任案。
一週後的3月6日，馬塔阿法再度擊敗了第二次不信任動議，這次同樣因保護黨投票反對。總理與其內閣批評議長帕帕利·廖·泰烏·馬西保缺乏公正性，因為他僅在一週後就批准另一項信任投票。
保護黨最初與波拉塔伊瓦奧派系協商支持第二次動議，但因該派拒絕支持提前大選而撤回支持。
此外，波拉塔伊瓦奧涉及10項刑事罪名的審判於5月26日開始。

### 預算案否決與提前大選
5月27日，政府的預算案以34票對16票遭到否決， 保護黨與波拉塔伊瓦奧派系共同投下反對票。 馬塔阿法表示，依照慣例，政府預算案遭否決代表國會對政府失去信任， 並於5月28日建議國家元首瓦萊托阿解散國會並舉行提前大選， 將原定2026年的選舉提前舉行。 隨後，馬塔阿法及其內閣確認退出聯合黨，並成立團結黨。
大選宣布後，檢察總長蘇阿·海蓮·沃爾沃克表示，政府將尋求法院裁決，以解決《選舉法》規定候選人提名及選民名冊需在大選前六個月完成，與憲法要求三個月內舉行大選之間的不一致問題。 當時，選舉委員會正在進行選民名冊的重新登記工作。由於僅約50%的合格選民已完成登記，選舉專員托萊阿福阿·圖亞菲洛羅·史丹利要求延長時間，以讓更多公民能登記。
6月6日，最高法院裁定憲法的三個月時限優先，並將選舉定於8月29日舉行，駁回了選舉委員會的延期請求。 法院同時指出，下屆政府必須解決憲法與《選舉法》之間的矛盾。
聯合黨隨後向法院提起訴訟，聲稱解散國會違法，並主張該黨擁有國會多數席次，仍有執政權。 宣布解散不久後，國會書記薩塔馬·雷提薩·塔拉致信瓦萊托阿，試圖提名新政府。塔拉在信中列出各黨席次，稱聯合黨擁有多數，儘管國會已經解散。馬塔阿法則表示，塔拉的報告沒有法律效力，因其依據的是國會任期初期的組成。
最終，瓦萊托阿裁定馬塔阿法政府將依照慣例，以看守內閣身份繼續執政至大選後。

## 政黨和候選人
主要參選政黨與選前席次如下：
| 政黨 | 政黨                     | 意識型態                                 | 政治立場       | 黨魁                               | 上屆結果   | 上屆結果 | 選前席次 | 提名席次 | 地位   |
| 政黨 | 政黨                     | 意識型態                                 | 政治立場       | 黨魁                               | 得票率 (%) | 席次     | 選前席次 | 提名席次 | 地位   |
| ---- | ------------------------ | ---------------------------------------- | -------------- | ---------------------------------- | ---------- | -------- | -------- | -------- | ------ |
|      | 人權保護黨               | 基督教民主主義 社會保守主義              | 中間至中間偏右 | 圖伊拉埃帕·薩伊萊萊·馬利埃萊額奧伊 | 55.38%     | 25 / 51  | 18 / 53  | 50       | 在野黨 |

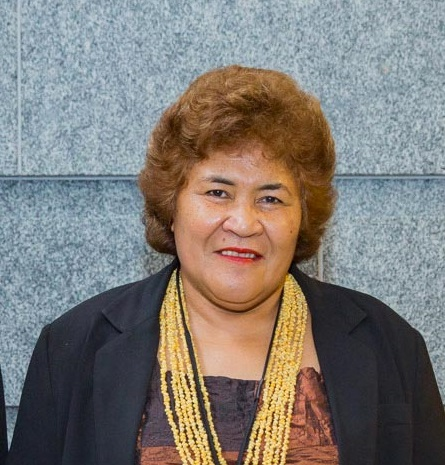
保護黨議員阿利伊馬勒馬努·阿洛法·圖烏奧

|      | 信仰上帝薩摩亞聯合一致黨 | 基督教民主主義 社會保守主義 經濟自由主義 | 中間偏右       | 拉烏利·勒烏阿特阿·波拉塔伊瓦奧     | 36.57%     | 25 / 51  | 20 / 53  | 58       | 在野黨 |
|      | 薩摩亞團結黨             | 基督教民主主義 社會保守主義 經濟自由主義 | 中間偏右       | 菲婭梅·內奧米·馬塔阿法             | 新政黨     | 新政黨   | 15 / 53  | 26       | 執政黨 |